# Majorka (Ukrajna)
Majorka (ukránul: Маюрки [Majurki], szlovákul: Majurka) falu Ukrajnában, a Kárpátalján, az Ungvári járásban. 

## Fekvése
Ungvártól 18,5 km távolságra található, Poroskő mellett, a Turja patak mentén fekvő település.

## Története
Majorka 1945 után jött létre Poroskő határából.
2020-ig a Poroskői Községi Tanácshoz tartozott.

## Népesség
Lakossága a 2001-es népszámlálás idején 181 fő volt. Közülük 178 (98,34%) ukrán, 3 (1,66%) orosz anyanyelvűnek vallotta magát.